# David Hamilton
Leonard David Hamilton (Londra, 15 aprile 1933 – Parigi, 25 novembre 2016) è stato un fotografo e regista britannico noto principalmente per i suoi ritratti erotici softcore e di nudo artistico di ragazze adolescenti.

## Biografia

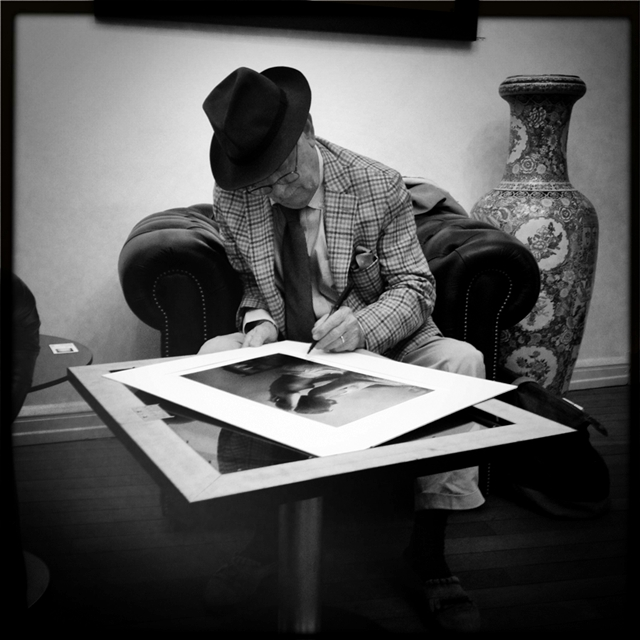
Hamilton autografa alcune sue foto

Nato come David Leat da una ragazza madre e da padre ufficialmente ignoto (l'uomo abbandonò in realtà la famiglia poco dopo la nascita del figlio), il cognome Hamilton gli fu dato dal patrigno, quando lo adottò ufficialmente dopo il matrimonio con la madre. Hamilton fece studi di architettura nella sua città natale, a vent'anni si trasferisce a Parigi, dove trova lavoro nel campo della moda come designer per la rivista Elle e come direttore artistico nei grandi magazzini di lusso Printemps, dedicandosi amatorialmente allo sport, in particolare fu appassionato di ciclismo. Privo di una formazione tecnica e artistica nel campo della fotografia, Hamilton comincia a 33 anni a fotografare ragazze non professioniste e giovani modelle.
I suoi scatti glamour spesso erotici di ragazze adolescenti, pre-adolescenti o giovani donne, con ricorrenti nudi o seminudi (talvolta invece con vestiti leggeri, primaverili, che oggi appaiono vintage o d'epoca), nell'intimità o in momenti di riposo con un effetto flou (cosiddetta "sfocatura hamiltoniana" della luce, ottenuta soffiando sulla lente dell'obiettivo), permeati di atmosfera estetizzante, sensuale, classicista, bucolica e romantica assieme, fuori dal tempo.
Esse riscossero successo negli anni settanta e ottanta, contando raccolte in svariati volumi - il primo di questi, Dreams of young girls, presenta la prefazione di Alain Robbe-Grillet e il filo conduttore dei versi di Suzanne di Leonard Cohen che fanno da didascalie alle foto - prima di diventare disturbanti al pubblico a causa della giovinezza dei soggetti rappresentati, valendo addirittura accuse ad Hamilton di promuovere la pornografia minorile softcore, ma il possesso e la commercializzazione dei suoi album artistici fu considerato legale dalla maggioranza dei pareri giuridici. Tuttavia il Sudafrica e alcuni tribunali britannici, in processi per materiale pedopornografico, hanno ritenuto il possesso di alcune fotografie di Hamilton acquistate in una libreria come facente parte delle foto illegali sequestrate, ad un minimo livello di punibilità. Tuttavia un uomo condannato in primo grado fu assolto in appello. Negli Stati Uniti, gruppi cristiani conservatori tentarono inutilmente di far dichiarare illegali i lavori di Hamilton senza successo e vietarne la vendita su Amazon.
Una volta maggiorenni una delle modelle divenne la moglie di Hamilton e un'altra la compagna per molti anni: Mona Kristensen (nata nel 1950), modella in molti dei suoi primi libri fotografici che fece il suo debutto sullo schermo in Bilitis, ebbe una relazione con lui e più tardi, Hamilton sposò Gertrude Versyp, che ha anche co-progettato The Age of Innocence. Il matrimonio si concluse con un divorzio consensuale e amichevole.

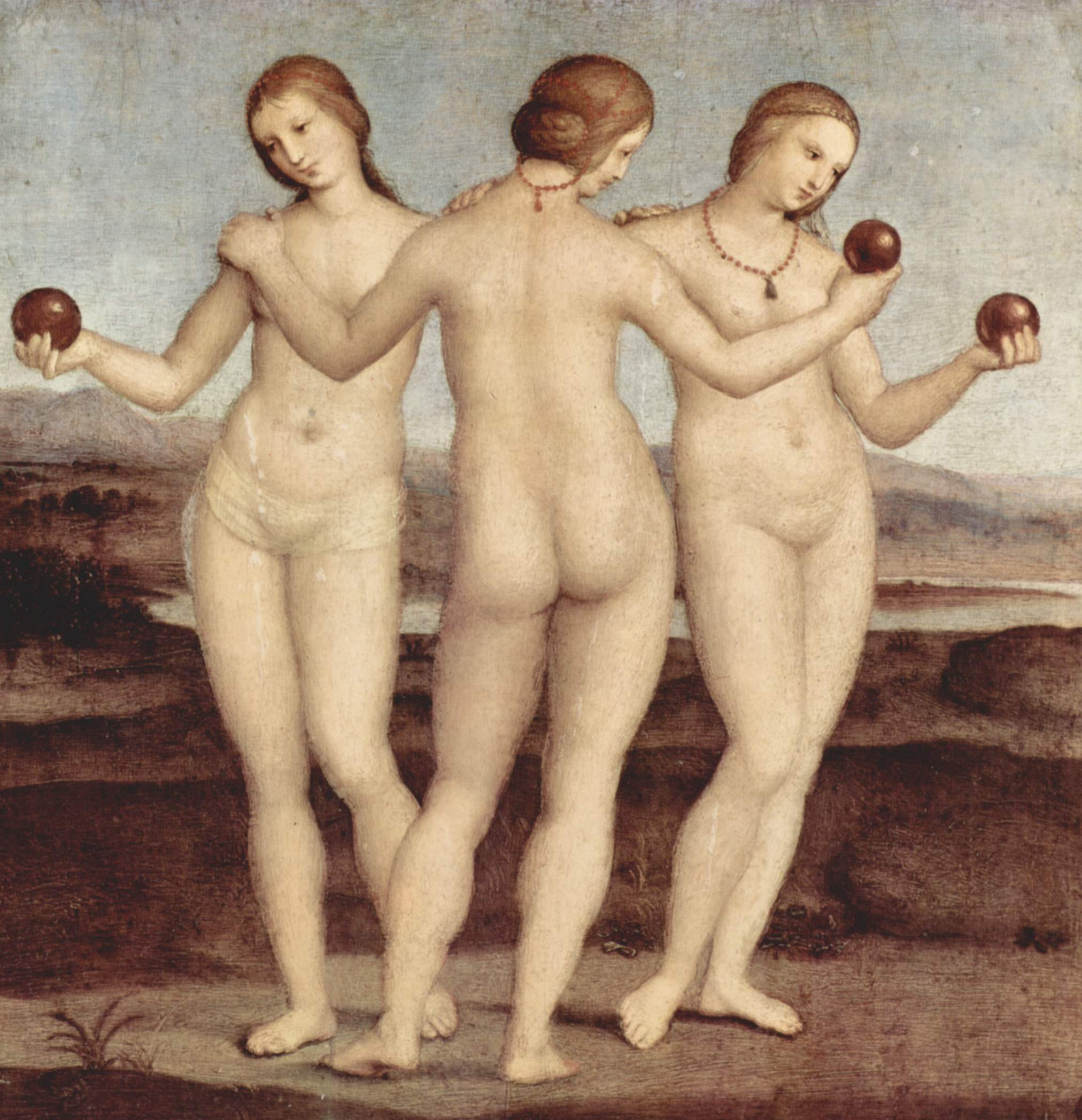
Raffaello Sanzio, Le tre Grazie, dipinto riprodotto da Hamilton in alcune fotografie.

Dopo aver venduto milioni di copie ed essere diventato un personaggio di rilievo della vita mondana francese ed europea e un fotografo di moda estremamente richiesto, nella seconda metà degli anni settanta ha un passaggio meno fortunato alla cinematografia, dirigendo cinque titoli, il più noto tra tutti Bilitis (1977). Nel film Premiers Désirs compare una giovane Emmanuelle Béart, all'epoca ventenne. Hamilton sosteneva di voler presentare le stesse caratteristiche artistiche nella descrizione delle ragazze giovani, quale emergeva a suo avviso solo in un pittore come Balthus o nel romanzo Lolita di Vladimir Nabokov. La sua opera, definita di "erotismo ingenuo", ispirò altri fotografi e registi, tra cui Sally Mann e Catherine Breillat, sua ex sceneggiatrice. 

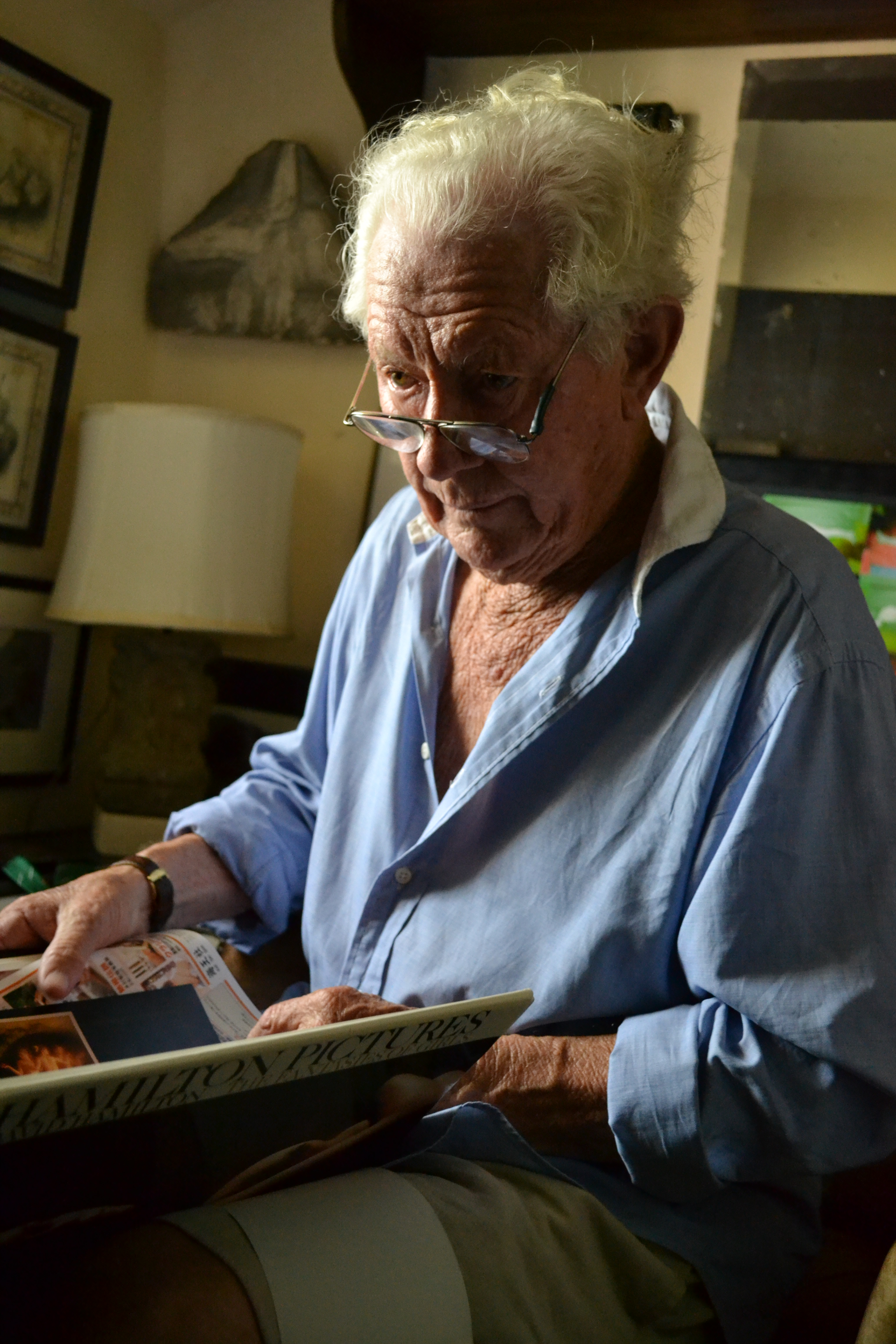
Hamilton nel 2011

Nel 1995 Hamilton disse che le persone "hanno messo in contraddizione la nudità e la purezza, la sensualità e l'innocenza, la grazia e la spontaneità. Io cerco di armonizzarle, e questo è il mio segreto e la ragione del mio successo". Nel 1976, Denise Couttès spiegava a suo dire il fenomenale successo di Hamilton: le sue immagini, ha scritto, "esprimono escapismo. Le persone possono sfuggire alla violenza e alla crudeltà del mondo moderno solo attraverso i sogni e la nostalgia". Non tutte le immagini sono, come detto, a sfondo erotico: nell'album La danse immortala una coppia di ballerini classici in movimento. Alcune immagini sulla danza ritraggono Rudol'f Nureev.
Dagli anni 2000, isolato dalla scena artistica poiché il suo lavoro era ormai ritenuto inappropriato, realizzava principalmente non più ritratti ma nature morte, solitamente con composizioni floreali, paesaggi e animali domestici, con tecniche fotografiche che riproducevano l'effetto della pittura ad olio, sostenendo che la Francia fosse diventata intollerante verso la sua arte erotica come gli Stati Uniti. Nel 2009 ritrasse l'attrice Mélanie Thierry. Tuttavia realizzò ancora alcune mostre.
Nel novembre 2016, dopo essere stato colpito da accuse di abusi sessuali risalenti agli anni ottanta, il fotografo viene trovato morto alcune settimane dopo dal vicino di appartamento, all'età di 83 anni nella sua casa di Parigi, dopo aver assunto un'elevata dose di farmaci e soffocato da una busta di plastica. Secondo uno dei suoi amici, non era né malato né depresso, e stava organizzando una propria mostra a Saint-Tropez. La polizia ha archiviato poco dopo il caso come suicidio tramite asfissia autoindotta. Non ebbe alcuna cerimonia commemorativa privata, il corpo fu cremato ed il luogo di sepoltura delle ceneri non è stato reso noto.

## Controversie

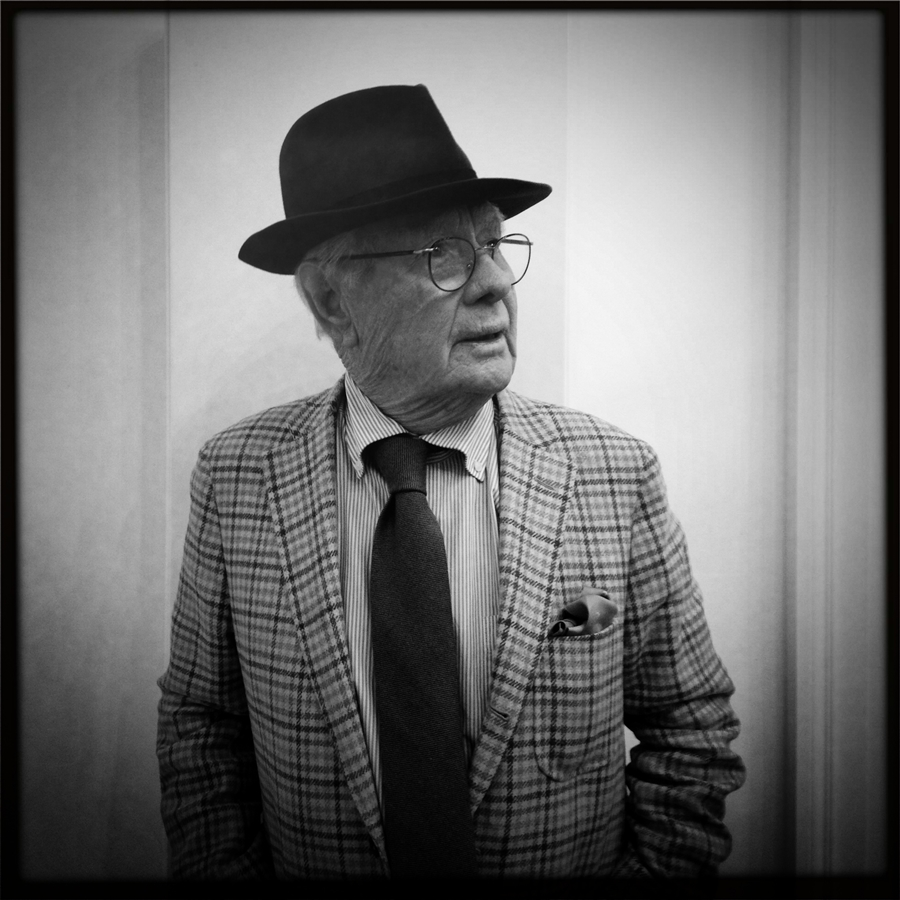
David Hamilton

Nel 2016 fu accusato di violenza sessuale da alcune sue ex modelle, che all'epoca dei fatti erano minorenni. Nel romanzo autobiografico La consolation, pubblicato nel novembre 2016, la giornalista e presentatrice francese Flavie Flament ha denunciato le molestie e le violenze sessuali subite quando aveva 13 anni ad opera di David Hamilton. All'epoca la Flament (nota in quel tempo col nome di nascita Flavie Lecanu) era una delle modelle preferite dal famoso fotografo. La violenza contro di lei sarebbe avvenuta in un resort nudista nella Francia meridionale dove la ragazza era in vacanza con la famiglia nel 1987. Questa accusa è stata per altro negata sia dalla madre che dal fratello di Flavie Flament.
A quella della Flament sono seguite le denunce di altre tre donne, anche loro modelle adolescenti di Hamilton, le quali hanno raccontato di come le sessioni fotografiche precedessero le molestie sessuali e gli stupri. Flavie Flament racconta nel suo libro che Hamilton, da lei definito un "predatore", aveva cinquant’anni quando la madre portava lei bambina nel suo studio per essere fotografata: «Prima ci fotografava, poi ci stuprava. Ci rubava la vita e guadagnava con la nostra faccia e i corpi di noi bambine violentate. Quell’uomo riusciva ad avere una tale autorità fisica e psicologica che sapevamo che se avessimo raccontato non saremmo state ascoltate (...) Lui veniva ad aprirci la porta completamente nudo, con la macchina fotografica a tracolla. Uno spettacolo che avrebbe fatto inorridire qualsiasi madre responsabile. E lei, invece, mi lasciava da sola con lui. Le famiglie sono parte integrante del meccanismo perverso della pedofilia». La madre della Flament ha negato, dichiarando pubblicamente che sua figlia è malata e dovrebbe “farsi curare”.
Alcune accuse erano già cadute in prescrizione e non venne aperto nell'immediato nessun procedimento dalla magistratura francese per la denuncia della conduttrice televisiva. Pochi giorni dopo l'uscita del libro, e dopo aver annunciato che avrebbe citato in giudizio per diffamazione la Flament - sebbene il suo nome nel libro non sia mai esplicitamente riportato ma solo circolato su mass media e social a livello ufficioso, e solo in seguito confermato - Hamilton, che si era dichiarato innocente del reato di stupro ("non ho commesso nulla di sbagliato" e la Flament sarebbe stata "l'istigatrice di questo linciaggio mediatico cerca il suo ultimo quarto d'ora di gloria"), si è tolto la vita. Il caso Hamilton ha portato la legge francese ad allungare i tempi di prescrizione per i reati sessuali gravi. L'unico procedimento possibile è stato archiviato, con la relativa denuncia, per un fatto risalente agli anni 2000, in seguito ad estinzione del reato eventuale dovuta a decesso dell'accusato.

## Opere

### Libri di fotografie
- Dreams of a Young Girls (1971)
- Sisters (1972)
- La Danse (1972)
- Galeria Old Home (1974, Private)
- The Best of David Hamilton (1976)
- Private Collection (1976)
- Bilitis (1977)
- Souvenirs (1978)
- The Young Girl (1978)
- Secret Garden (1980)
- Tender Cousins (1981)
- Silk Wind (1982)
- A Summer in St. Tropez (1983)
- Jun Miho (1983)
- Homage to Painting or Images (1984)
- Maiko Minami (1987)
- Venice (1989)
- Flowers (1990)
- Blooming Minayo: 28 September (1992)
- Twenty Five Years of an Artist (1993)
- The Fantasies of Girls (1994)
- The Age of Innocence (1995)
- Harem: Asami and Friends (1995)
- A Place In The Sun (1996)
- Holiday Snapshots (1999)
- David Hamilton (2006)
- Erotic Tales (2007)

### Portfoli
- Souvenirs (1974)
- Flower Girls (1979)
- Shadows of a Summer (1979)
- The White Pebble (1980)
- The Great Silver Photography (1984)

## Filmografia
- Hildegard Knef und ihre Lieder, co-regia con François Reichenbach e Gérard Vandenberg (1975) - documentario
- Bilitis (1977)
- Laura, primizie d'amore (Laura, les ombres de l'été, 1979)
- Tenere cugine (Tendres cousines, 1980)
- Un été à Saint-Tropez (1983)
- Premiers Désirs (1984)